# Grottammare
Grottammare est une commune italienne d'environ 15 780 habitants (2022), située dans la province d'Ascoli Piceno, dans la région Marches, en Italie centrale.

## Géographie
Situé sur les rives de la mer Adriatique et au nord de l'embouchure du fleuve Tesino, le centre habité s'étend le long de la côte jusqu'aux pentes des collines voisines où se trouve l'ancien village médiéval. Le développement urbain étend le centre habité vers l'embouchure du Tesino et vers l'intérieur le long de son cours. Au sud de l'embouchure du Tesino se trouve le hameau d'Ischia, devenu au fil des ans une zone de la ville qui forme une seule agglomération urbaine avec le voisin San Benedetto del Tronto sur une colline côtière, avec un niveau d'altitude compris entre 0 et 275 m.

## Histoire
Grottammare a des origines très anciennes, et des traces anthropiques remontant au néolithique ont été retrouvées. Une nécropole picène datant du VIIe – Ve siècle av. J.-C. a été découverte sur son territoire. 
Possession de l'abbaye de Farfa au Moyen Âge, elle fut donnée à Fermo en 1214 par Aldobrandino I d'Este. Entre les XIIIe et XVIe siècles, elle fut longtemps disputée entre Fermo et Ascoli. La structure actuelle des murs fortifiés remonte au XVIe siècle, marqué par de violents conflits avec les communautés voisines et des attaques de pirates.
À partir du XVIIIe siècle, la ville commença son expansion vers le littoral. Le plan d'urbanisme, œuvre de l'architecte lombard Pietro Augustoni, est dû à l'intervention du pape Pie VI (1779).
Grottammare est le lieu de la rencontre qui y eut lieu le 12 octobre 1860, entre Vittorio Emanuele II, logé au Palazzo Laureati, et une délégation de notables napolitains qui lui offrit formellement le royaume des Deux-Siciles, un épisode très important de l'unification italienne. 
Trois ans plus tard, en 1863, Grottammare est reliée par chemin de fer à Ancône et aux Abruzzes, donnant un nouvel élan au développement économique et démographique de la ville.
Grottammare est bombardé le 23 juin 1916 par deux destroyers austro-hongrois, mis en fuite par l'intervention d'un train armé de la Regia Marina.
Le plan d'urbanisme reprend le plan romain, traditionnellement l'intersection de deux axes principaux, le cardo (en principe avec une direction nord-sud) et le decumanus (est-ouest), et à l'intersection de ces derniers le forum, c'est-à-dire la place principale de la ville. À Grottammare, ces directions peuvent être identifiées dans l'axe constitué par les via Marconi et Cairoli (cardo) et dans le corso Mazzini (decumano). L'intersection la place centrale Pericle Fazzini.

## Économie

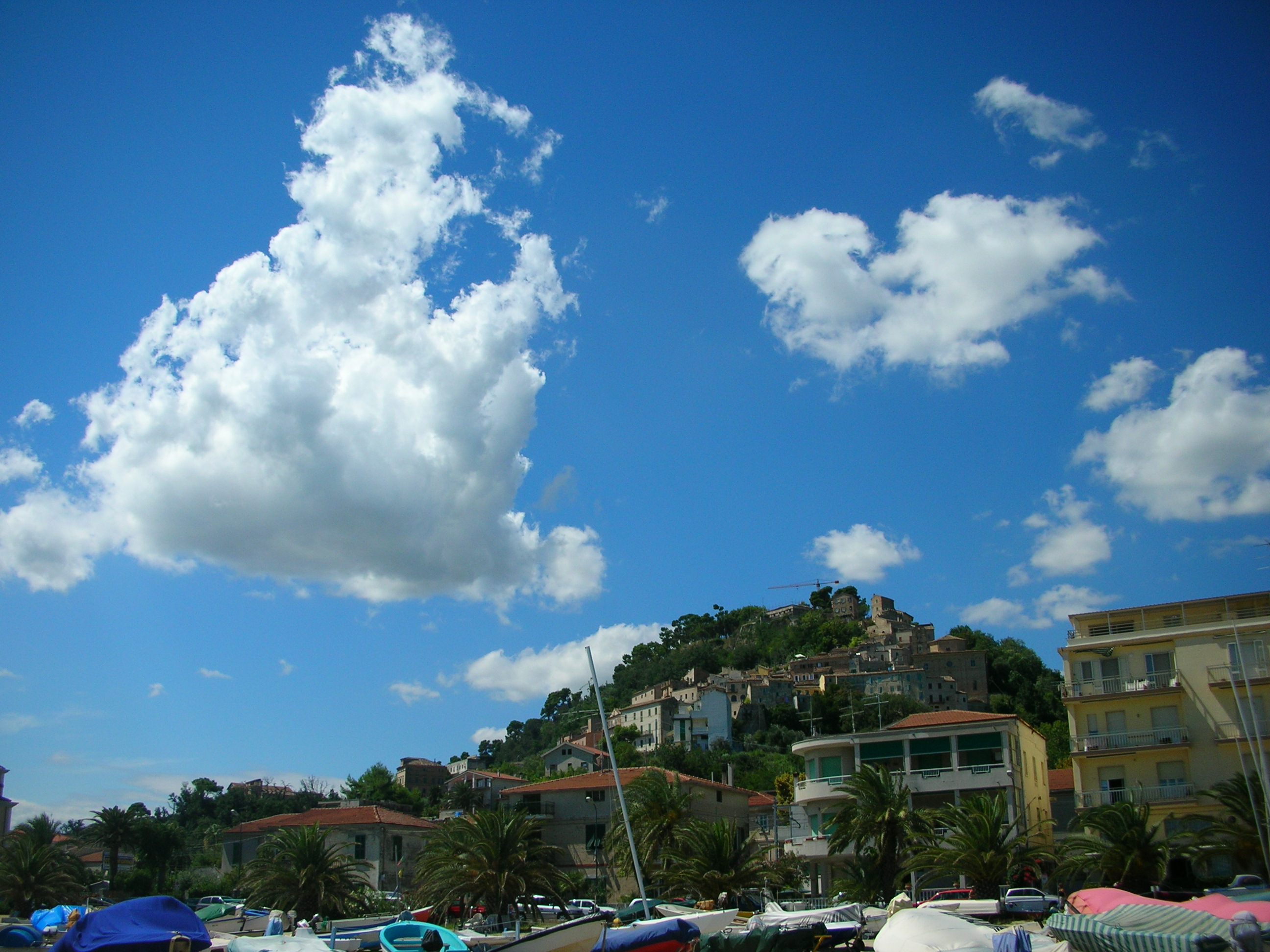
Le vieux bourg vu depuis la plage.

Grottammare est une importante station balnéaire qui est réputée pour la qualité du climat à qui elle doit  la floraison de l'orange, emblème de la ville. Avec San Benedetto del Tronto et Cupra Marittima, il constitue la Riviera delle Palme, bénéficiant de la reconnaissance du drapeau bleu européen depuis 1999.
La ville, le long de sa côte, à environ cinq kilomètres comme de nombreux établissements balnéaires, dont des hôtels, des résidences, des chambres d'hôtes et des campings. 
L'économie locale se concentre également sur la conserverie et l'industrie mécanique, le secteur des fruits et légumes, la pépinière et le commerce.
Son art de la dentelle est réputé dans toute l'Italie.

## Monuments et patrimoine
Église San Martino
Située à l'extérieur de l'ancien village, dans la localité du même nom, l'église a été construite sur les ruines d'un ancien temple dédié à la déesse Cupra; sa présence est attestée dès le Xe siècle et était au centre d'un plus grand complexe qui avait des pouvoirs juridictionnels et religieux sur une vaste zone; il possède un édifice roman et conserve une fresque des XIIe – XIIIe siècles représentant la Madonna del Latte; sur l'autel principal, il y a une fresque détachée datant des XVe – XVIe siècles environ représentant une crucifixion avec la Vierge, le Pape et le Saint Évêque; l'église conserve également un crucifix sur une table du XVIIe siècle.
À l'intérieur du bâtiment, il y a une plaque portant l'inscription suivante : LUTIN. CÉSAR. DIVI. TRAIANI. PARTHICI. F. D. NERVAE. NEP. TRAIANUS. HADRIANUS. AUG. PONTIFEX. MAX. TRIB. POT. XI. COS. III. MUNIFICENTIA. SA. TEMPLUM. DEAE. CUPRAE. REVENIR.
Église de Sant'Agostino
Située sur la route escarpée qui mène de la marina à l'ancien village, l'église a des origines du XVIe siècle et conserve une fresque de Vincenzo Pagani, la «Madonna della Misericordia» et quelques tableaux de l'école Crivellesca (XV-XVIe siècle). L'édifice présente une abside crénelée, comme fortifiée, et un clocher sectionné, ainsi réduit, selon la tradition locale, car le moine augustin Martin Luther était hébergé dans le couvent attaché à l'église, lors de son voyage à Rome, devant le grand schisme. La façade simple, composée de briques de couleur jaune ocre à prédominance, incorpore des matériaux de récupération représentés par d'anciennes pierres gravées et des pierres tombales avec des inscriptions fragmentaires. Au sommet, au-dessus de la porte d'entrée, se trouvent les restes de quelques bassins en majolique du XVIe siècle, disposés en croix; en correspondance du bras droit, il y a une brique gravée de la date 1517, année de construction du monastère. L'église a un plan longitudinal et une seule nef avec un toit à deux versants, le toit est en treillis de poutres en bois. Sur le côté sud de l'église se trouve le cloître quadrangulaire, accessible depuis l'église ou depuis l'entrée située via S. Agostino. Le cloître, au centre duquel se trouvait un puits qui n'existe plus, est composé d'arcs ronds en maçonnerie reposant sur des piliers à base rectangulaire.
Église Santa Maria ai Monti
L'église Santa Maria dei Monti, qui faisait à l'origine partie d'un couvent, est située au sommet de la colline, à environ 400 mètres à l'ouest de l'ancien village. L'ancien complexe conventuel est maintenant connu sous le nom d '"Oasis de Grottammare". La construction du couvent, datant du début du XVIIe siècle, est due au père Nicola da Monteprandone de l'ordre des frères mineurs réformés, qui proposa la création d'une communauté religieuse. Bien que le Père Nicola ait immédiatement identifié le lieu de construction du couvent (dans la zone où se dressait depuis la fin du XIVe siècle un petit sanctuaire marial érigé contre la peste intitulé «la Madonna dei Monti»), il put prendre possession de l'église et du terrain environnant seulement le 14 juillet 1614. Une fois le couvent achevé, la nouvelle église a été construite, de sorte que l'image de la Vierge peinte sur le mur de l'ancienne église puisse être préservée; plus tard, en raison d'un incendie, une grande partie de la fresque a été détruite, mais l'image de la Vierge à l'Enfant a été sauvée, qui se trouve toujours dans l'abside au-dessus de l'autel principal et restaurée en 2014 à l'occasion du 4e centenaire de la présence Franciscain (1614-2014).
Église Santa Lucia
L'église a été commandée par le pape Sixte V, Felice Peretti, né le 13 décembre 1521, jour de Sainte-Lucie, dans les maisons qui se trouvaient à cet endroit. L'architecte pontifical Domenico Fontana a été chargé de la construction de l'église. Le témoignage du projet original reste dans la médaille de bronze exposée au Musée Sixtine de Grottammare logé dans l'église de San Giovanni, où l'on peut voir un bâtiment à la façade divisée en deux étages, précédé d'un grand escalier. Au moment de sa conception, l'église était conçue comme une sorte de mausolée avec une église inférieure avec une croix grecque et une église supérieure avec un plan en croix latine. L'entrée que nous voyons maintenant n'aurait dû être que celle de l'église inférieure, conçue comme une sorte de crypte, tandis que pour celle du haut, qui aurait eu l'orientation canonique face à l'Est, il aurait fallu entrer par le côté opposé , pratiquement de ce qui est aujourd'hui l'arrière du bâtiment. Un schéma qui aurait mis en relation l'entrée de l'église supérieure, la principale, avec la Porta Castello et avec la route qui mène à la ville de Montalto, élevée en diocèse par Sixte V.
On note bien à quel point le bâtiment construit est éloigné du projet Fontana. La première pierre fut posée le 17 avril 1590 et le 27 août de la même année, Sixte V mourut, après seulement cinq ans de pontificat. Avec sa mort 

## Administration
| Période                                  | Période     | Identité           | Étiquette     | Qualité |
| ---------------------------------------- | ----------- | ------------------ | ------------- | ------- |
| 25 mai 2003                              | 27 mai 2013 | Luigi Merli        | centre-gauche |         |
| 27 mai 2013                              | En cours    | Enrico Piergallini | centre-gauche |         |
| Les données manquantes sont à compléter. |             |                    |               |         |

### Hameaux
Ischia

### Communes limitrophes
Acquaviva Picena, Cupra Marittima, Ripatransone, San Benedetto del Tronto

### Évolution démographique
Habitants recensés

## Personnalités nées à Grottammare
- Felice Peretti (1520-1590), pape sous le nom de Sixte V ;
- Pericle Fazzini (1913-1987), sculpteur.

## Jumelages
- Sal (Cap-Vert)
- Gjirokastër (Albanie)
- Itiuba (Brésil)